# Starrsparv
Starrsparv (Ammospiza leconteii) är en fågel i familjen amerikanska sparvar inom ordningen tättingar.

## Kännetecken

### Utseende
Starrsparv är en mycket liten (10,5–12,5 cm) och kortstjärtad amerikansk sparv, med spetsiga stjärtpennor och bjärt ockragult ögonbrynsstreck. Den är ostreckat gulbeige i ansiktet, likaså på bröstet med tunna mörka streck. Även flankerna är tydligt mörkstreckade. Näbben är blåaktig och liten, och hjässan mörk med ett centralt vitt hjässband. På vingarna syns vita tertialkanter.

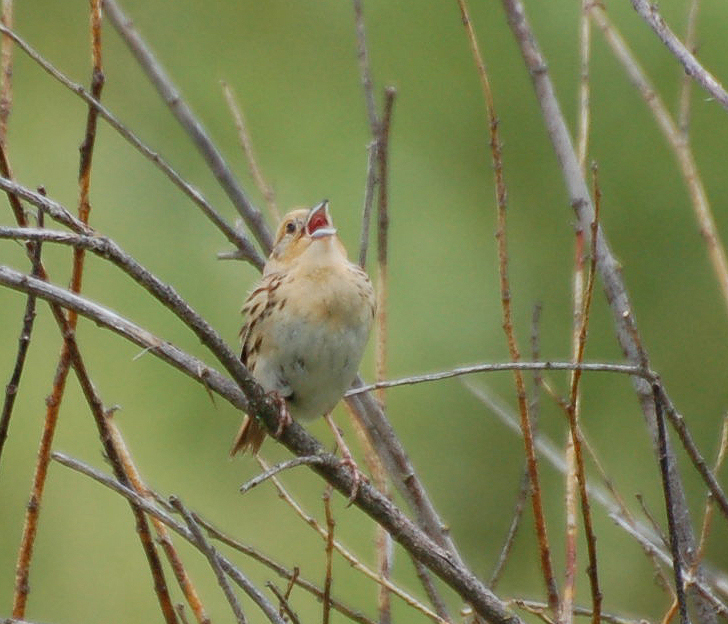
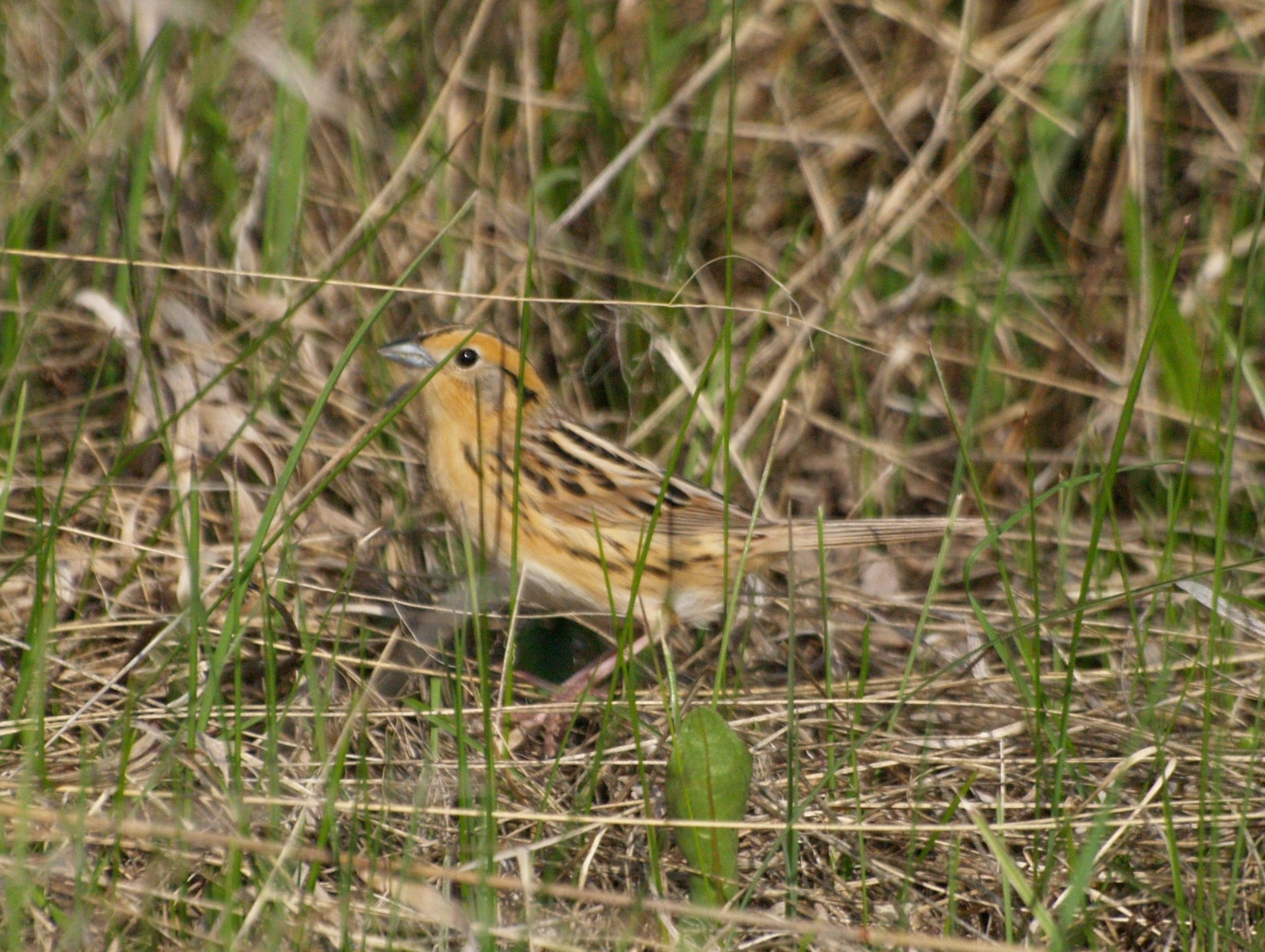

### Läten
Sången är väsande och sträv, "tik a t-shhhhhhhhhh-t", mjukare än gräshoppsparven och olik madsparven med de korta inledande ljuden. Lätet är ett tunt, ljust och fallande "tseez".

## Utbredning och systematik
Fågeln häckar på prärien i centrala Nordamerika. I Kanada häckar den från sydcentrala Mackenzie, låglänta områden kring Peace River i nordöstra British Columbia och genom låglänta Alberta till centrala Manitoba, norra och östra Ontario och lokalt i södra Quebec. Vidare förekommer den i USA söderut till nordvästra Montana, norra South Dakota, södra Minnesota och norra Michigan. Vintertid flyttar den till södra USA i ett område från centrala Kansas, södra Illinois, centrala och södra Missouri, västra Tennessee och kustnära South Carolina söderut till Gulfkusten från Texas österut till västra Florida. Den behandlas som monotypisk, det vill säga att den inte delas in i några underarter.

### Släktestillhörighet
Arten placerades tidigare traditionellt i släktet Ammodramus, men DNA-studier har visat att detta släkte är kraftigt parafyletiskt. Typarten för släktet gräshoppssparv står nära Arremonops, medan starrsparv (liksom kustsparv, madsparv och spetsstjärtad sparv) är närmare släkt med arter som grässparv (Passerculus) och sångsparv (Melospiza), varför dessa i allt större utsträckning numera lyfts ut till det egna släktet Ammospiza.

### Familjetillhörighet
Tidigare fördes de amerikanska sparvarna till familjen fältsparvar (Emberizidae) som omfattar liknande arter i Eurasien och Afrika. Flera genetiska studier visar dock att de utgör en distinkt grupp som sannolikt står närmare skogssångare (Parulidae), trupialer (Icteridae) och flera artfattiga familjer endemiska för Karibien.

## Levnadssätt
Fågeln häckar i täta fuktiga gräsmarker eller våtmarker med säv där den är svår att få syn på. Födan är dåligt känd. Den tros bestå av insekter och dess larver under häckningstid, men även frön. Troligen matar den sina ungar huvudsakligen med insekter. Den häckar från slutet av maj till mitten av augusti.

## Status och hot
Arten har ett stort utbredningsområde och en stor population, men tros minska i antal, dock inte tillräckligt kraftigt för att den ska betraktas som hotad. Internationella naturvårdsunionen IUCN kategoriserar därför arten som livskraftig (LC). Beståndet uppskattas bestå av 5,1 miljoner vuxna individer.

## Namn
Fågelns vetenskapliga artnamn hedrar John Lawrence LeConte (1825-1883), överstelöjtnant och kirurg i US Army tillika entomolog och biolog. Fram tills nyligen kallades den även LeContes sparv på svenska, men justerades 2022 till ett enklare och mer informativt namn av BirdLife Sveriges taxonomikommitté.